# Masquerade (film 1967)
Masquerade (The Honey Pot) è un film del 1967 diretto da Joseph L. Mankiewicz, basato sulle commedie teatrali Volpone (Volpone or The Fox) di Ben Jonson e Mr. Fox of Venice di Frederick Knott e sul romanzo The Evil of the Day di Thomas Sterling.

## Trama
Sullo sfondo di un'umida e tenebrosa Venezia, l'eccentrico Cecil Sheridan Fox si finge in punto di morte e convoca nel suo palazzo tre ex amanti che, attirate dalla prospettiva di ereditarne i beni, si precipitano al suo capezzale. In un infittirsi della rivalità che oppone l'una all'altra le tre signore (una miliardaria ipocondriaca, un'aristocratica francese e una diva hollywoodiana), inizia un gioco al massacro che culmina nel misterioso assassinio di una delle tre donne.

## Produzione
Sia la preparazione che le riprese del film furono funestate da contrattempi e incidenti di varia natura. La composizione del cast sia tecnico che artistico, punteggiata da cambiamenti e sostituzioni, fu particolarmente travagliata. Per il ruolo della diva Merle McGill, poi affidato a Edie Adams, era stata scelta Anne Bancroft che dovette rifiutare per incompatibilità con i suoi impegni teatrali a Broadway. Per il ruolo di Sarah Watkins, il regista aveva scelto Rachel Roberts, moglie di Rex Harrison, per rimpiazzarla in seguito con Maggie Smith che lo aveva folgorato con il suo talento.
Sostituì poi il compositore André Previn con John Addison e il direttore della fotografia Pino Portalupi con Gianni Di Venanzo, che morì improvvisamente durante le riprese a soli quarantacinque anni, venendo a sua volta rimpiazzato da Pasqualino De Santis. Susan Hayward dovette abbandonare il set per volare da Roma negli Stati Uniti dove suo marito Floyd Eaton Chalkley era improvvisamente morto di epatite a causa di una trasfusione di sangue infetto. L'attore Cliff Robertson lamentò in seguito che il perfezionismo di Joseph L. Mankiewicz costringeva gli attori (soprattutto lui e Rex Harrison) a ripetere moltissime volte le scene, recitandole ogni volta dall'inizio. Anche il titolo del film cambiò più volte finché non ci si decise per The Honey Pot.